# Rozmaitość topologiczna

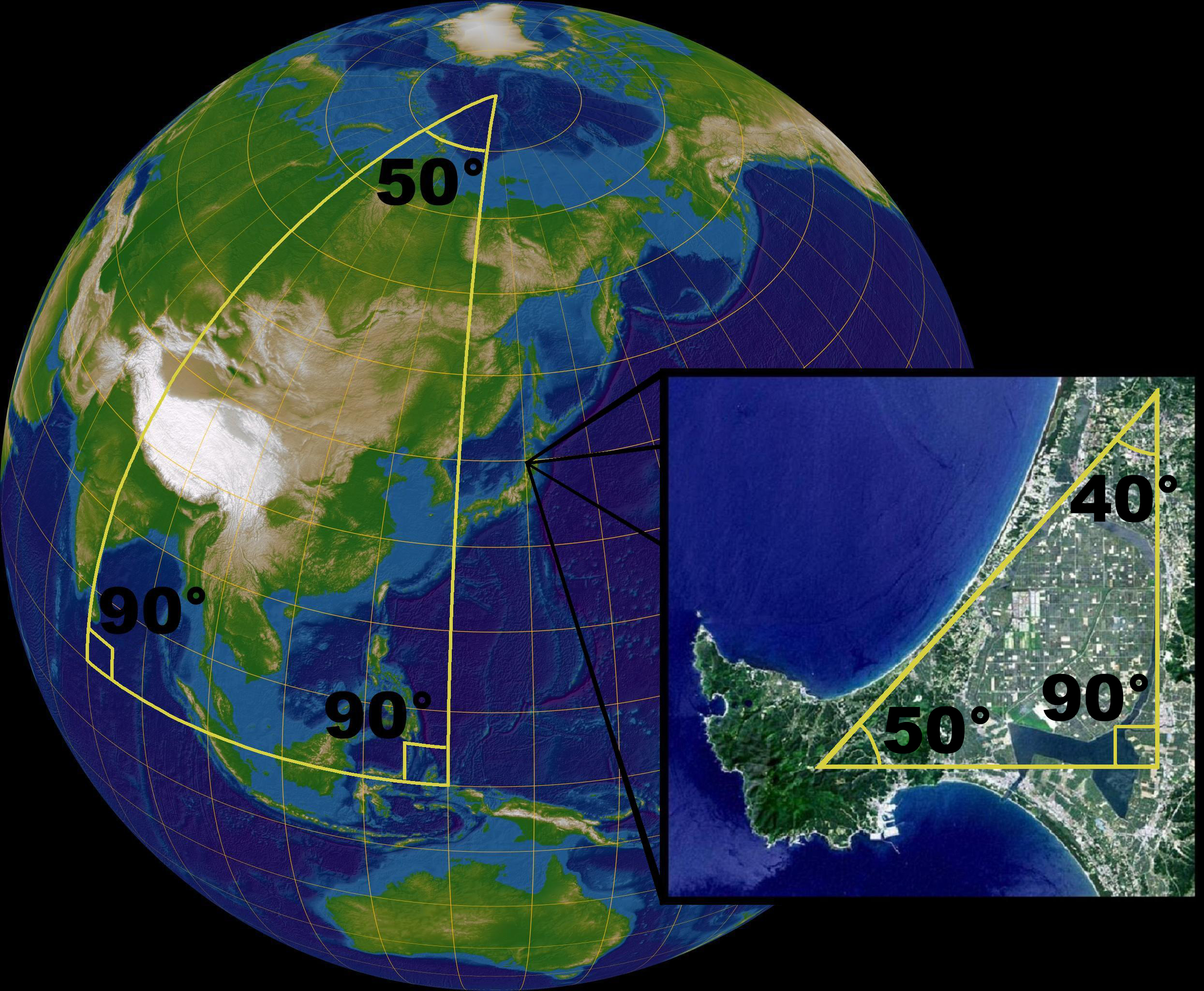
Sfera (powierzchnia kuli) – to dwuwymiarowa rozmaitość: a). w dużej skali mamy geometrię nieeuklidesową – suma kątów dużego trójkąta jest > 180°, b). lokalnie mamy geometrię euklidesową – suma kątów małego trójkąta = 180°, niewielkie fragmenty sfery można odwzorować wzajemnie jednoznacznie na dwuwymiarową płaszczyznę.

Rozmaitość topologiczna – obiekt geometryczny, który lokalnie ma strukturę (w sensie topologicznym, różniczkowym, homologicznym itp.) przestrzeni {\displaystyle \mathbb {R} ^{n}} lub innej przestrzeni wektorowej. Pojęcie to uogólnia na dowolną liczbę wymiarów pojęcia krzywej i powierzchni. Wprowadzenie go było spowodowane rozmaitymi potrzebami zarówno samej matematyki, jak i innych nauk.
W matematyce rozmaitości topologiczne funkcjonują przede wszystkim jako zbiory rozwiązań układów równań, a także jako rodziny obiektów geometrycznych i innych, które dają się parametryzować. Np. rodzina k-wymiarowych podprzestrzeni przestrzeni {\displaystyle \mathbb {R} ^{n}.}
Rozmaitości topologiczne pojawiają się także jako rozwiązania wielowymiarowych problemów wariacyjnych (np. bańki mydlane). Znane są też rozmaitości całkowe układów dynamicznych, grup odwzorowań geometrycznych i ich przestrzenie jednorodne itp.
W fizyce rozmaitości topologiczne służą jako modele czasoprzestrzeni szczególnej i ogólnej teorii względności; w mechanice klasycznej modelują przestrzenie fazowe, poziomy energii itp.
W ekonomii rozmaitości topologiczne są powierzchniami obojętności, w psychologii przestrzeniami percepcji (np. kolorów) itd.

## Definicja formalna
Przestrzeń topologiczna {\displaystyle X} nazywana jest lokalnie euklidesową, jeśli istnieje nieujemna liczba całkowita {\displaystyle n} taka, że każdy punkt w {\displaystyle X} ma otoczenie, które jest homeomorficzne z przestrzenią euklidesową {\displaystyle \mathbb {R} ^{n}.} Ponieważ kula otwarta w {\displaystyle \mathbb {R} ^{n}} jest homeomorficzna z {\displaystyle \mathbb {R} ^{n},} w definicji tej wystarczy zakładać, że każdy punkt przestrzeni ma otoczenie homeomorficzne z ustaloną kulą otwartą w {\displaystyle \mathbb {R} ^{n}}.
Inaczej mówiąc, przestrzeń topologiczna jest lokalnie euklidesowa, gdy otoczenie każdego jej punktu można przekształcić w jakiś podzbiór przestrzeni euklidesowej (n-tego wymiaru) przez rozciąganie, ściskanie, skręcanie, ale bez cięcia i sklejania. Np. fragment sfery można przekształcić we fragment płaszczyzny za pomocą odpowiedniej deformacji.
Rozmaitość topologiczna to lokalnie euklidesowa przestrzeń Hausdorffa spełniająca drugi aksjomat przeliczalności.
Definicję tę można rozszerzyć o przypadek {\displaystyle n=-1.} Wtedy jeżeli przyjąć {\displaystyle \mathbb {R} ^{-1}=\varnothing ,} to jedyną rozmaitością lokalnie homeomorficzną z tą przestrzenią euklidesową będzie zbiór pusty .

### Rozmaitość z brzegiem
Rozmaitość topologiczna z brzegiem to przestrzeń Hausdorffa spełniająca drugi aksjomat przeliczalności, która dla ustalonego {\displaystyle n} w każdym swoim punkcie posiada otoczenie homeomorficzne (tzn. lokalnie homeomorficzna) z {\displaystyle \mathbb {R} ^{n}} lub półprzestrzenią euklidesową {\displaystyle \mathbb {R} _{+}^{n},} to znaczy zbiorem:
{\displaystyle \mathbb {R} _{+}^{n}:=\{(x_{1},\dots ,x_{n})\colon x_{1}\geqslant 0\}.}
Niech {\displaystyle M} będzie {\displaystyle n}-wymiarową rozmaitością z brzegiem. Wnętrzem {\displaystyle M} nazywa się zbiór punktów {\displaystyle M} mających otoczenia homeomorficzne z podzbiorem otwartym {\displaystyle \mathbb {R} ^{n}} i oznacza {\displaystyle \operatorname {int} \;M.} Brzeg {\displaystyle M,} oznaczany {\displaystyle \partial M,} to dopełnienie wnętrza {\displaystyle M} w {\displaystyle M.} Punkty brzegowe mogą być scharakteryzowane jako te, które leżą na hyperpłaszczyźnie brzegowej {\displaystyle (x_{n}=0)} półpłaszczyzny {\displaystyle \mathbb {R} _{+}^{n}} w pewnym układzie współrzędnych.
Jeżeli {\displaystyle M} jest rozmaitością z brzegiem wymiaru {\displaystyle n,} to {\displaystyle \operatorname {int} \;M} jest rozmaitością (bez brzegu) wymiaru {\displaystyle n,} a {\displaystyle \partial M} jest rozmaitością (bez brzegu) wymiaru {\displaystyle n-1} lub zbiorem pustym.
Dalej rozmaitości o pustym brzegu będą nazywane po prostu rozmaitościami, choć mogą być dla zaznaczenia nazywane rozmaitościami bez brzegu.
Uwaga: Wnętrze i brzeg rozmaitości należy wyraźnie odróżnić od wnętrza i brzegu zbioru w topologii ogólnej.

## Rys historyczny
Początkowy okres badania rozmaitości jest związany z analizą parametryzacji wielowymiarowej i z badaniami geometrii fizycznego Świata. Dwa sposoby zdefiniowania rozmaitości w {\displaystyle \mathbb {R} ^{n},} przez lokalną parametryzację i przez równania, rozpatrywał Gauss w przypadku powierzchni w {\displaystyle \mathbb {R} ^{3},} a w przypadku dowolnego wymiaru Poincare. J. Pluecker badał lokalne współrzędne na rozmaitościach utworzonych z krzywych, powierzchni itp. 

## Proste operacje
1) Suma topologiczna, czyli topologiczna suma rozłączna niepustej, przeliczalnej rodziny {\displaystyle n}-rozmaitości jest {\displaystyle n}-rozmaitością. Jeżeli wszystkie dodawane rozmaitości były bez brzegu, to suma także jest bez brzegu. Rozmaitość pusta stanowi element neutralny (zerowy) względem operacji sumy topologicznej.
2) Iloczyn kartezjański {\displaystyle m}-rozmaitości {\displaystyle M^{m}} z {\displaystyle n}-rozmaitością {\displaystyle N^{n}} jest {\displaystyle m+n}-rozmaitością. Zachodzi przy tym wzór (podobny do wzoru Leibniza):
{\displaystyle \partial (M^{m}\times N^{n})=(\partial (M^{n})\times N^{n})\cup (M^{n}\times \partial (N^{n})).}
W szczególności iloczyn kartezjański dwóch rozmaitości bez brzegu jest rozmaitością bez brzegu.
Rozmaitość 1-punktowa stanowi element jednostkowy (neutralny) względem operacji iloczynu kartezjańskiego.
3) Homeomorficzna klasa wyniku operacji sumy topologicznej lub iloczynu kartezjańskiego zależy wyłącznie od homeomorficznej klasy dwóch argumentów. Możemy więc rozpatrywać sumę topologiczną i iloczyn kartezjański jako operacje dwuargumentowe na klasach homeomorficznych przestrzeni. Wtedy rozmaitości z brzegiem tworzą półpierścień przemienny, a rozmaitości bez brzegu – podpółpierścień tego półpierścienia. Jest tak dlatego, że iloczyn kartezjański jest rozdzielny względem sumy topologicznej.

## Rozmaitości 0- i 1-wymiarowe
1) Rozmaitości 0-wymiarowe
Jedyną, z dokładnością do homeomorfizmu, 0-wymiarową rozmaitością spójną (z brzegiem lub bez) jest przestrzeń 1-punktowa. 0-wymiarowe rozmaitości (z brzegiem lub bez) to przeliczalne, skończone (ale niepuste) lub nieskończone przestrzenie dyskretne. Rozmaitości 0-wymiarowe nigdy nie mają brzegu.
2) Rozmaitości 1-wymiarowe
Jedyną, z dokładnością do homeomorfizmu, niezwartą 1-wymiarową rozmaitością spójną, bez brzegu, jest prosta rzeczywista {\displaystyle \mathbb {R} ,} a zwartą – okrąg {\displaystyle \mathbb {S} ^{1}.} Jedynymi 1-wymiarowymi rozmaitościami spójnymi z niepustym brzegiem są półprosta domknięta i odcinek domknięty (z oboma końcami). Pierwsza jest niezwarta, a druga z nich jest zwarta. Ich końce, i tylko one, są punktami brzegowymi.

## Przykład
Zbiory {\displaystyle I=[0,1)} oraz {\displaystyle H=[0,\infty )} są rozmaitościami z brzegiem (w obu jest nim {\displaystyle 0}). Funkcje
{\displaystyle f\colon I\to H,\;f(x)={\tfrac {x}{1-x}},}
{\displaystyle g\colon H\to I,\;g(x)={\tfrac {x}{1+x}},}
są ciągłe i rosnące, a stąd różnowartościowe, a przy tym wzajemnie do siebie odwrotne. Obie są zatem homeomorfizmami jednej rozmaitości na drugą. Jest to zarazem dowód równoliczności tych zbiorów. Każda z tych funkcji jest różniczkowalna w dowolnym punkcie, dlatego są one w rzeczywistości dyfeomorfizmami (Przekształcenia te są gładkie, tzn. różniczkowalne w każdym punkcie nieskończenie wiele razy; co więcej – funkcje f g są analityczne).

## Rozmaitości n-wymiarowe
Najprostszym przykładem rozmaitości niezwartej jest przestrzeń {\displaystyle \mathbb {R} ^{n}.} Wśród zwartych najprostsze są kula domknięta:
{\displaystyle \mathbb {B} ^{n}:=\{x\in \mathbb {R} ^{n}\colon \|x\|\leqslant 1\}}
oraz sfera:
{\displaystyle \mathbb {S} ^{n}:=\{x\in \mathbb {R} ^{n+1}\colon \|x\|=1\}.}
Brzegiem kuli jest sfera, której wymiar jest zawsze o jeden mniejszy
{\displaystyle \mathbb {S} ^{n}=\partial (\mathbb {B} ^{n+1}).}
Sfera jest rozmaitością bez brzegu.
Uwaga: Sfera 0-wymiarowa {\displaystyle \mathbb {S} ^{0}} jest 2-punktową przestrzenią dyskretną, a więc jest rozmaitością niespójną.
{\displaystyle n}-wymiarową rozmaitością (bez brzegu) jest także torus, czyli {\displaystyle n}-ta potęga kartezjańska okręgu:
{\displaystyle \mathbb {T} ^{n}:=(\mathbb {S} ^{1})^{n}.}
Ogólnie, iloczyn kartezjański skończonego ciągu rozmaitości niepustych, których suma wymiarów jest {\displaystyle n} jest rozmaitością {\displaystyle n}-wymiarową.
Zachodzą klasyczne twierdzenia:

Twierdzenie (Brouwer) Kula {\displaystyle \mathbb {B} ^{n}} ma własność punktu stałego: dla dowolnego odwzorowania ciągłego
{\displaystyle f\colon \mathbb {B} ^{n}\to \mathbb {B} ^{n}}
istnieje {\displaystyle x\in \mathbb {B} ^{n}} takie, że {\displaystyle f(x)=x.}

Twierdzenie (o retrakcji) Nie istnieje retrakcja (ciągła) kuli na jej brzeg, to znaczy: nie istnieje odwzorowanie ciągłe
{\displaystyle r\colon \mathbb {B} ^{n}\to \mathbb {S} ^{n-1}}
takie, że {\displaystyle r(x)=x} dla każdego {\displaystyle x\in \mathbb {S} ^{n-1}.}

Uwaga: Ogólniej, żadna niepusta rozmaitość zwarta z brzegiem (być może pustym) nie dopuszcza retrakcji na swój brzeg.
Niech {\displaystyle a\in \mathbb {R} ^{n},} gdzie {\displaystyle |a|\neq 0} oraz {\displaystyle n\geqslant 1.} Dla dowolnej liczby rzeczywistej s zdefiniujmy:
{\displaystyle L_{s}:=\{x\in \mathbb {R} ^{n}:a\bullet x=s\},}
gdzie operacja {\displaystyle \bullet } oznacza iloczyn skalarny. Wtedy każde {\displaystyle L_{s}} jest homeomorficzne z {\displaystyle \mathbb {R} ^{n-1}.} Dowodzi się homeomorfizmu metodami elementarnej algebry liniowej. Tak otrzymane przestrzenie (n-1)-wymiarowe są parami rozłączne i pokrywają całe {\displaystyle \mathbb {R} ^{n}.} W szczególności {\displaystyle a\in L_{|a|^{2}}.}

## Sfera bez punktu
Niech {\displaystyle a\in \mathbb {S} ^{n}\subset \mathbb {R} ^{n+1},} więc {\displaystyle |a|=1.} Niech ponadto:
{\displaystyle L_{1}:=\{x\in \mathbb {R} ^{n+1}:a\bullet x=1\},}
{\displaystyle L_{0}:=\{x\in \mathbb {R} ^{n+1}:a\bullet x=0\}.}
Pokażemy, że

Sfera bez punktu, {\displaystyle \mathbb {S} ^{n}\backslash \{a\},} jest homeomorficzna z {\displaystyle \mathbb {R} ^{n}.}

na przykład z {\displaystyle L_{0}.}
Dowód Zacznijmy od odwzorowania ciągłego {\displaystyle \pi :\mathbb {R} ^{n+1}\backslash L_{1}\to L_{0},} danego wzorem:
{\displaystyle \pi (x):={\frac {x-(a\bullet x)\cdot a}{1-a\bullet x}}.}
Mianownik nie jest 0 dla {\displaystyle x\notin L_{1}.} Łatwo też sprawdzić, że rzeczywiście {\displaystyle a\bullet \pi (x)=0,} czyli że {\displaystyle \pi (x)\in L_{0}.}
Jeżeli {\displaystyle x\in \mathbb {S} ^{n}\backslash \{a\},} to:
{\displaystyle 2\cdot (a\bullet x)=2-(a-x)^{2}<2,}
skąd {\displaystyle a\bullet x<1,} więc {\displaystyle x\notin L_{1}.} Możemy więc rozpatrywać obcięcie
{\displaystyle p:=\pi |\mathbb {S} ^{n}\backslash \{a\}:\ \mathbb {S} ^{n}\backslash \{a\}\to L_{0}.}
Jest to tak zwany rzut stereograficzny; pokażemy, że jest homeomorfizmem – homeomorfizmem odwrotnym jest funkcja {\displaystyle q:L_{0}\to \mathbb {S} ^{n}\backslash \{a\},} dana wzorem:
{\displaystyle q(y):=a+{\frac {2}{(y-a)^{2}}}\cdot (y-a)}
(łatwo policzyć, że naprawdę {\displaystyle (q(y))^{2}=1,} czyli {\displaystyle q(y)\in \mathbb {S} ^{n}}). Sprawdźmy, że {\displaystyle p} i {\displaystyle q} są wzajemnie odwrotnymi funkcjami. Najpierw niech {\displaystyle y:=p(x)} dla pewnego {\displaystyle x\in \mathbb {S} ^{n}\backslash \{a\}.} Wtedy ze wzoru na {\displaystyle p(x):=\pi (x)} otrzymujemy:
{\displaystyle y-a={\frac {x-a}{1-a\bullet x}}}
oraz
{\displaystyle (y-a)^{2}={\frac {(x-a)^{2}}{(1-a\bullet x)^{2}}}={\frac {2\cdot (1-a\bullet x)}{(1-a\bullet x)^{2}}}={\frac {2}{1-a\bullet x}},}
krótko:
{\displaystyle (y-a)^{2}={\frac {2}{1-a\bullet x}}.}
Zatem:
{\displaystyle q(y):=a+{\frac {2}{(y-a)^{2}}}\cdot (y-a)=a+(x-a)=x,}
czyli {\displaystyle q(p(x))=x,} co kończy pierwszą połowę dowodu homeomorficzności rzutu stereograficznego.
Niech z kolei {\displaystyle x:=q(y),} gdzie {\displaystyle y\in L_{0},} czyli {\displaystyle a\bullet y=0.} Wtedy
{\displaystyle a\bullet x=1-{\frac {2}{(y-a)^{2}}}.}
Policzmy licznik i mianownik ułamka {\displaystyle p(x):={\frac {x-(a\bullet x)\cdot a}{1-a\bullet x}};} najpierw licznik:
{\displaystyle x-(a\bullet x)\cdot a=\left(a+{\frac {2}{(y-a)^{2}}}\cdot (y-a)\right)-\left(1-{\frac {2}{(y-a)^{2}}}\right)\cdot a={\frac {2\cdot y}{(y-a)^{2}}}.}
A teraz mianownik:
{\displaystyle 1-a\bullet x={\frac {2}{(y-a)^{2}}}.}
Zatem {\displaystyle p(x)=y,} czyli {\displaystyle p(q(y))=y,} co kończy dowód tego, że rzut stereograficzny jest homeomorfizmem.
Koniec dowodu.
Uwaga Rzut stereograficzny i jego odwrotność można oznaczać bardziej specyficznie przez {\displaystyle p_{a}} oraz {\displaystyle q_{a}.} Na przykład: {\displaystyle p_{a}(-a)=\mathbb {O} } oraz {\displaystyle q_{a}(\mathbb {O} )=-a,} gdzie {\displaystyle \mathbb {O} :=(0,\dots ,0).}

Twierdzenie Niech {\displaystyle f:X\to \mathbb {S} ^{n}} będzie dowolnym odwzorowaniem ciągłym, zdefiniowanym na dowolnej przestrzeni topologicznej {\displaystyle X.} Jeżeli {\displaystyle f} nie jest na, to {\displaystyle f} jest homotopijnie trywialne.

Dowód Niech punkt sfery {\displaystyle a} nie należy do obrazu funkcji {\displaystyle f.} Homotopia łącząca {\displaystyle f} z funkcją stałą (o wartości {\displaystyle -a}), dana jest następująco:
{\displaystyle h(x,t):=q_{a}(t\cdot p_{a}(f(x)))}
dla {\displaystyle x\in X} oraz {\displaystyle 0\leqslant t\leqslant 1.}
Koniec dowodu.

## Częściowa jednorodność topologiczna Bn
Niech {\displaystyle f\colon [0,1)\to [0,\infty )} będzie homeomorfizmem (patrz wyżej) danym wzorem:
{\displaystyle f(x)={\frac {x}{1-x}},\;x\in [0,1).}
Wówczas odwzorowanie {\displaystyle F\colon \operatorname {int} \,\mathbb {B} ^{n}\to \mathbb {R} ^{n},} dane wzorem
{\displaystyle F(x)=\left\{{\begin{array}{l}f(\|x\|)\cdot {\frac {x}{\|x\|}},\;x\neq 0\\0,\;x=0\end{array}}\right.}
jest również homeomorfizmem.
Homeomorfizm, odwrotny do {\displaystyle F{:}} {\displaystyle G\colon \mathbb {R} ^{n}\to \operatorname {int} \,\mathbb {B} ^{n}} można opisać przy pomocy wzoru:
{\displaystyle G(x)=\left\{{\begin{array}{l}g(\|x\|)\cdot {\frac {x}{\|x\|}},\;x\neq 0\\0,\;x=0\end{array}}\right.,}
gdzie {\displaystyle g} jest homeomorfizmem odwrotnym do {\displaystyle f} (patrz wyżej).
Następujące twierdzenie pokazuje częściową jednorodność topologiczną {\displaystyle \mathbb {B} ^{n}{:}}

Twierdzenie: Dla dowolnych {\displaystyle a,b\in \operatorname {int} \,\mathbb {B} ^{n}} istnieje homeomorfizm {\displaystyle h\colon \mathbb {B} ^{n}\to \mathbb {B} ^{n}} kuli domkniętej na siebie, taki że {\displaystyle h(a)=b} oraz {\displaystyle h(x)=x} dla każdego {\displaystyle x\in \partial (\mathbb {B} ^{n}).}

Dowód:  Homeomorfizm {\displaystyle h} definiuje się wzorem:
{\displaystyle h(x)=\left\{{\begin{array}{l}x,\;x\in \partial (\mathbb {B} ^{n})\\G(F(x)+F(b)-F(a)),\;x\in \operatorname {int} \,\mathbb {B} ^{n}\end{array}}\right.}
Koniec dowodu.
Uwaga: Powyższe twierdzenie jest prawdziwe także dla {\displaystyle n=0.} Dowód jest wtedy trywialny, gdyż zbiór {\displaystyle \operatorname {int} \,\mathbb {B} ^{0}} jest pusty.
Powyższa konstrukcja daje więcej, gdyż określa działanie (topologiczne) addytywnej grupy topologicznej {\displaystyle \mathbb {R} ^{n}} na przestrzeń {\displaystyle \mathbb {B} ^{n}{:}}
{\displaystyle H\colon \mathbb {B} ^{n}\times \mathbb {R} ^{n}\to \mathbb {B} ^{n},}
które jest tożsamością na {\displaystyle \partial (\mathbb {B} ^{n})} oraz działa jednobieżnie (1-tranzytywnie) we wnętrzu {\displaystyle \operatorname {int} \,\mathbb {B} ^{n}.} {\displaystyle H} dane jest wzorem:
{\displaystyle H(x,v)):=G(F(x)+v),\;x\in \mathbb {R} ^{n},\,v\in \mathbb {R} ^{n}.}
Wtedy {\displaystyle H(x,0)=x,} oraz
{\displaystyle {\begin{aligned}H((H(x,v),w)&=G(F(H(x,v))+w)\\[2pt]&=G(F(G(F(x)+v))+w)\\[2pt]&=G((F(x)+v)+w)\\[2pt]&=G(F(x)+(v+w))\\[2pt]&=H(x,v+w),\end{aligned}}}
co pokazuje, że {\displaystyle H} jest rzeczywiście grupą transformacji. Jednobieżność {\displaystyle H} we wnętrzu kuli jest oczywista: dla dowolnych {\displaystyle a,b\in \operatorname {int} \,\mathbb {B} ^{n}} istnieje dokładnie jedno {\displaystyle v\in \mathbb {R} ^{n},} dla którego {\displaystyle b=H(a,v),} mianowicie {\displaystyle v\;:=F(b)-F(a).}

## Jednorodność i spójność rozmaitości spójnych
Powyższy tytuł ma sugerować, że rozmaitości spójne są spójne w pewien szczególnie mocny sposób, a nie tak słabo, jak na przykład suma mnogościowa {\displaystyle X} dwóch domkniętych kul w przestrzeni stuwymiarowej, które mają dokładnie jeden punkt wspólny {\displaystyle p;} wtedy usunięcie tego punktu powoduje, że powstała przestrzeń {\displaystyle X\setminus \{p\}} nie jest spójna.
Niech {\displaystyle a} będzie dowolnym punktem n-wymiarowej rozmaitości spójnej {\displaystyle M^{n}.} Niech {\displaystyle X} będzie zbiorem wszystkich punktów {\displaystyle x} dla których istnieje zbiór otwarty {\displaystyle G,} homeomorficzny z {\displaystyle \mathbb {R} ^{n},} który zawiera oba punkty {\displaystyle a} i {\displaystyle x} Pokażemy poniżej, że {\displaystyle X=M^{n}.}
Jest oczywiste, że zbiór {\displaystyle X} jest otwarty. Pozostało dowieść, że jest także domknięty:
Niech {\displaystyle c} należy do domknięcia zbioru {\displaystyle X.}
Istnieje homeomorfizm {\displaystyle t} przestrzeni {\displaystyle \mathbb {R} ^{n}} na pewne otoczenie punktu {\displaystyle c} w rozmaitości {\displaystyle M^{n},} spełniający warunki
- {\displaystyle t(0)=c,}
- {\displaystyle a\notin t(\mathbb {R} ^{n}).}

Niech {\displaystyle B} będzie obrazem {\displaystyle B=t(\mathbb {B} ^{n}).} Istnieje punkt {\displaystyle b,} należący do wnętrza zbioru {\displaystyle B} (a więc do obrazu wnętrza {\displaystyle t(\mathbb {B} ^{n})}), który należy do {\displaystyle X} (jako że {\displaystyle c} należy do domknięcia {\displaystyle X}). Częściowa jednorodność kuli (patrz wyżej) mówi, że istnieje homeomorfizm {\displaystyle h\colon B\to B} taki, że
- {\displaystyle h(b)=c,}
- {\displaystyle h(x)=x} dla każdego {\displaystyle x\in t(\partial (\mathbb {B} ^{n})).}

(Oczywiście {\displaystyle t(\partial (\mathbb {B} ^{n}))} jest brzegiem topologicznym zbioru {\displaystyle B}). Zatem odwzorowanie {\displaystyle H\colon M^{n}\to M^{n}} dane wzorami:
- {\displaystyle H(x)=h(x)} dla {\displaystyle x\in B,}
- {\displaystyle H(x)=x} dla {\displaystyle x\in M^{n}\setminus t(\operatorname {int} \mathbb {B} ^{n})}

jest homeomorfizmem.
Ponieważ {\displaystyle a} nie należy do {\displaystyle B,} więc {\displaystyle H(a)=a.} Zatem {\displaystyle H(B)} zawiera, zarówno punkt {\displaystyle a,} jak i punkt {\displaystyle c=H(b).} Pokazaliśmy więc, że {\displaystyle c} należy do {\displaystyle X;,} czyli udowodniliśmy domkniętość zbioru {\displaystyle X.} Ponieważ nasza rozmaitość jest spójna, to {\displaystyle X=M^{n}.}
Wynikają stąd natychmiast następujące twierdzenia:
- Dla dowolnych dwóch punktów n-rozmaitości spójnej (bez brzegu) istnieje w niej zbiór otwarty, homeomorficzny z {\displaystyle \mathbb {R} ^{n},} zawierający te dwa punkty;
- Każda rozmaitość spójna (bez brzegu) jest topologicznie jednorodna, tzn. dla dowolnej, uporządkowanej pary jej dwóch punktów istnieje homeomorfizm tej rozmaitości na siebie, który pierwszy punkt przeprowadza na drugi;
- Każda rozmaitość spójna (bez brzegu) jest łukowo spójna (to wynika też z ogólnego twierdzenia Hahna-Mazurkiewicza, i to dla wszystkich spójnych rozmaitości, także tych z brzegiem).

Z pierwszego twierdzenia powyżej wynika natychmiast jego wzmocnieniona wersja:
- Dla dowolnych dwóch punktów n-rozmaitości spójnej (bez brzegu) istnieje w niej zbiór homeomorficzny z {\displaystyle \mathbb {B} ^{n},} zawierający te dwa punkty w swoim wnętrzu.

Ta wersja pozwala bezpośrednio tłumaczyć wszelakie twierdzenia o krotnej, częściowej topologicznej jednorodności {\displaystyle \mathbb {B} ^{n}} na twierdzenia o odpowiedniej krotnej jednorodności dowolnej spójnej n-rozmaitości.

## Suma spójna dwóchn-rozmaitości
Sumę spójną dwóch n-rozmaitości otrzymuje się przez wycięcie z każdej z nich wnętrza pewnej kuli domkniętej, po czym skleja się tak otrzymane podprzestrzenie wzdłuż brzegu wyciętych kul (wzdłuż sfery (n-1)-wymiarowej).
Nieco formalniej: Niech odwzorowania {\displaystyle f\colon \mathbb {R} ^{n}\to M^{n}} oraz {\displaystyle g\colon \mathbb {R} ^{n}\to N^{n}} będą zanurzeniami homeomorficznymi, gdzie {\displaystyle M^{n}} oraz {\displaystyle N^{n}} są n-rozmaitościami. W sumie topologicznej podprzestrzeni {\displaystyle M^{n}\setminus f(\operatorname {int} \mathbb {B} ^{n})} oraz {\displaystyle N^{n}\setminus g(\operatorname {int} \mathbb {B} ^{n})} zidentyfikujmy pary punktów {\displaystyle f(x)} oraz {\displaystyle g(x)} dla każdego {\displaystyle x\in \partial (\mathbb {B} ^{n}).} Otrzymana topologiczna przestrzeń ilorazowa nazywa się sumą spójną, i jest oznaczana
{\displaystyle M^{n}\#N^{n}.}
Okazuje się, że z dokładnością do homeomorfizmu, wynik (suma spójna) nie zależy od wyboru funkcji {\displaystyle f} i {\displaystyle g} powyżej. Nie zmieni się też, gdy dane rozmaitości zastąpimy przez homeomorficzne. Otrzymaliśmy więc trzecią, po sumie topologicznej i iloczynie kartezjańskim, operację dwuargumentową na rozmaitościach i ich klasach homeomorficznych – ściślej mówiąc – suma łączna jest ciągiem operacji, z których każda działa wyłącznie w swoim wymiarze n.
Elementem neutralnym sumy spójnej n-rozmaitości jest sfera {\displaystyle \mathbb {S} ^{n}{:}}
{\displaystyle M^{n}\#\,\mathbb {S} ^{n}=M^{n}.}
Ponadto suma spójna jest przemienna i łączna.
Twierdzenie: Każda orientowalna 2-rozmaitość zamknięta jest sumą spójną skończonej liczby torusów {\displaystyle \mathbb {T} ^{2}} (w szczególności sfera {\displaystyle \mathbb {S} ^{2}} jest sumą spójną zero torusów).

## Bordyzm
Dwie zwarte rozmaitości różniczkowe {\displaystyle M,N} nazywamy rozmaitościami bordycznymi, jeśli istnieje rozmaitość z brzegiem {\displaystyle W,} której brzeg jest dyfeomorficzny z topologiczną sumą rozłączną {\displaystyle M\coprod N.} Bordyzm jest relacją równoważności, a jej klasy abstrakcji nazywane są klasami bordyzmu.
W zbiorze klas bordyzmu można zdefiniować działania, odpowiednio, dodawania i mnożenia tak, że będzie on pierścieniem – pierścień ten nazywamy pierścieniem bordyzmu rozmaitości.